# Kranj
Kranj (njemački: Krainburg) je četvrti po veličini grad u Sloveniji, smješten približno 20 km sjeverozapadno od Ljubljane, na 46°14' sjeverne zemljopisne širine i 14°22' istočne zemljopisne dužine.
Broj stanovnika: 51.225 (2002.). 
Središte je Gorenjske, sjeverozapadnog predjela Slovenije i Gradske općine Kranj.

## Kultura
Sačuvan je i srednjovjekovni stari dio grada na ušću rijeke Kokre u Savu.
Bivša austrijska pokrajina Kranjska (do 1918.) je dobila ime po ovom gradu, koji je izvorno i bio glavnim gradom ove pokrajine 
Grad je pogodan za obilazak pješice ili na biciklu.

## Promet
Kranj se nalazi na cestovnoj i željezničkoj prometnici Ljubljana - Jesenice - Beljak - München.
Ljubljanska zračna luka Brnik je također dosta blizu.

## Gospodarstvo
Industrijski je grad, od kojih je najvažnija elektronička industrija (Iskra). 
U blizini je poznato zimovalište Kranjska Gora.

## Gradovi prijatelji/blizanci
- Oldham (od 1961.)
- La Ciotat
- Büyükcemece, Carigrad, Turska
- Oldham, Velika Britanija
- Rivoli, Italija
- Banja Luka, Bosna i Hercegovina
- Bitola, Makedonija
- Herceg Novi, Crna Gora
- Osijek, Hrvatska
- Zemun, Srbija
- Kotor Varoš, Bosna i Hercegovina
- Senta, Srbija
- Železna Kapla, Austrija
- Doberdob, Italija
- Beljak, Austrija
- Grožnjan, Hrvatska
- Pula, Hrvatska
- Amberg, Njemačka
- Novi Sad, Srbija
- Zenica, Bosna i Hercegovina
- Singen, Njemačka
- Užice, Srbija

### Znamenitosti
- Plečnikovo stopnišče
- crkva sv. Kancijana
- kanjon rijeke Kokre
- Slap "Šum" u Besnici
- Šmarjetna gora
- selo Podreča
- selo Hrastje
- Brdo iznad Kranja

## Poznate osobe
- Metod Koch, mornarički časnik
- Berta Golob, slovenska književnica
- France Prešeren, slovenski pjesnik
- Dalaj Eegol, slovenski reper[1]

## Vanjske poveznice
- http://www.kranj.si/
- http://www.burger.si/Kranj/Kranj.html
- Slovenski za putnike  Arhivirana inačica izvorne stranice od 22. kolovoza 2005. (Wayback Machine)
- http://www.slovenia.info/

1. ↑  Arhiv Spletne strani Radia Študent Ljubljana 89,3 MHz. old.radiostudent.si. Pristupljeno 19. veljače 2024.